# 姫路市立別所小学校
姫路市立別所小学校（ひめじしりつ べっしょしょうがっこう）は、兵庫県姫路市別所町別所に所在する公立小学校。

## 沿革
- 1872年（明治5年）- 佐土村・佐土新村組合が余部小学校を設立。北宿・小林組合が北林小学校を設立。別所村が双幅小学校を設立。
- 1876年（明治9年）9月 - 別所村、北宿村、小林村、佐土村、佐土新村が五群小学校を設立。
- 1900年（明治33年）10月 - 高等科を併設し、別所尋常・高等小学校と改称。
- 1941年（昭和16年）4月1日 - 別所国民学校と改称。
- 1947年（昭和22年）4月1日 - 別所村立別所小学校と改称。
- 1957年（昭和32年）10月1日 - 別所村が姫路市に編入され、姫路市立別所小学校と改称[1]。

## 通学区域
- 別所町佐土、別所町佐土一丁目、別所町佐土二丁目、別所町佐土三丁目、別所町佐土新、別所町別所、別所町別所一丁目、別所町別所二丁目、別所町別所三丁目、別所町別所四丁目、別所町別所五丁目、別所町北宿、別所町小林、別所町家具町[2]

進学先中学校の変遷
- 1947年度~1949年度 - 別所村立別所中学校
- 1950年度~1974年度 - 組合立天川中学校
- 1975年度~現行 - 姫路市立東中学校

## 通学区域が隣接している学校
- 姫路市立谷外小学校
- 姫路市立御国野小学校
- 姫路市立四郷学院
- 姫路市立的形小学校
- 高砂市立北浜小学校
- 高砂市立中筋小学校
- 高砂市立阿弥陀小学校
- 加古川市立志方西小学校